# Cassandra Extavour
Cassandra Extavour (Toronto) es una genetista canadiense, investigadora de biología orgánica y evolutiva, profesora de biología molecular y celular en la Universidad de Harvard y cantante de música clásica. Su investigación se ha centrado en la genética evolutiva y del desarrollo . Es conocida por demostrar que las células germinales participan en la competencia de célula a célula antes de convertirse en un gameto, lo que indica que la selección natural puede afectar y cambiar el material genético antes de que tenga lugar la reproducción sexual adulta. También fue directora de EDEN (la Red Evo-Devo-Eco), una colaboración de investigación financiada por la Fundación Nacional de Ciencias que alentó a los científicos que trabajaban en organismos distintos de los organismos modelo de laboratorio estándar a compartir protocolos y técnicas. 

## Carrera científica
Extavour se licenció en  la Universidad de Toronto . Su Ph.D. La tesis fue sobre la selección de células germinales en mosaicos genéticos y se publicó en 2001 en PNAS .
En 2003, realizó un estudio en la Universidad de Cambridge sobre los mecanismos de formación de células germinales que mostró que las células germinales animales probablemente se especificaban mediante señales inductivas con más frecuencia de lo que se pensaba anteriormente. Esto iba en contra de la visión científica dominante en el momento de que las células germinales animales generalmente se especifican mediante determinantes heredados de la madre. Durante una entrevista de 2013 con Quanta Magazine, explicó los conceptos de esta investigación como tal: "Incluso antes de que haya un embrión, el contenido molecular de algunas células las predetermina para que se desarrollen como germen o como soma. En otros organismos, en cambio, existe un mecanismo de señalización: una célula embrionaria recibe señales químicas de las células vecinas que activan (o reprimen) los genes que permiten la función de la línea germinal. "
En 2007 inició su laboratorio independiente en el Departamento de Biología Organísmica y Evolutiva de la Universidad de Harvard como profesora asistente. Fue promovida a Profesora Asociada en 2011 y a Profesora Titular en 2014. Algunas de sus investigaciones  durante este período mostraron que las proteínas morfogenéticas óseas (BMP) pueden ayudar a inducir células germinales primordiales (PGC) en las primeras etapas del desarrollo embrionario. Extavour y sus colegas pudieron especificar que dos BMP, BMP8b y BMP4, ayudan a inducir PGC en este insecto. Esto es significativo porque fue la primera demostración de una vía de señalización específica que opera en la inducción de células germinales embrionarias en un invertebrado (un grillo).
De 2010 a 2015, Extavour dirigió una colaboración de investigación nacional llamada EDEN, que significa Red Evo-Devo-Eco (evolutiva-evolutiva-ecológica). La organización, financiada por la National Science Foundation , alentó a los científicos a desarrollar y compartir herramientas y técnicas para su uso en un espectro más amplio de organismos que los organismos modelo de laboratorio tradicionalmente estudiados. Extavour cree que una serie de cuestiones evolutivas profundas no se pueden responder examinando un solo organismo y, por lo tanto, espera que la ciencia supere el paradigma del organismo modelo.

## Premios y nominaciones
- Cátedra de Harvard College, 2020[13]
- Premio New Scholar in Aging de Ellison Medical Foundation [14]
- Nominado para el premio Joseph R. Levenson Memorial Teaching Prize, un premio otorgado a un profesor senior, un profesor junior y un becario docente en la Universidad de Harvard cada año
- Nominada para el premio de mentoría de mujeres graduadas en ciencia e ingeniería de Harvard en 2012
- Beneficiario de una beca EMBO de corta duración en 2001[15]

## Música
Extavour canta profesionalmente música clásica y barroca . Tiene voz de soprano y sigue su carrera musical a tiempo parcial, mientras que es científica a tiempo completo. Ha sido músico e intérprete desde los cinco años, y cantante clásica profesional desde sus días de licenciatura. Ahora actúa con varias organizaciones profesionales a nivel nacional e internacional. 
Mientras vivía en España, estudió canto con Carlos Mena y David Mason en Madrid , y con Richard Levitt en Basilea , Suiza . Ha tocado como solista con varios grupos conjuntos, incluidos Alia Musica en Madrid , España , Capella de Ministrers en Valencia , España , Capilla Real de Madrid y Emmanuel Music en Boston. Cantó como solista independiente en el Reino Unido , en las óperas incluyendo de Mozart Las bodas de Figaro y de Humperdinck Hansel y Gretel. Recientemente actuó como solista en la producción de la Auckland Choral Society el Mesías de Händel en Nueva Zelanda en diciembre de 2016. Canta en el coro de Handel and Haydn Society en Boston.